# Katarzyna Bargiełowska
Katarzyna Bargiełowska (ur. 17 marca 1962 w Rudkach) – polska aktorka teatralna, filmowa i telewizyjna. Absolwentka Wydziału Aktorskiego PWSFTviT w Łodzi (1987). W latach 1987–1990 występowała w Teatrze STU w Krakowie.

## Teatr Telewizji
- 1987 – Wesele jako radczyni (reż. Adam Hanuszkiewicz)
- 1989 – Koncert świętego Owidiusza jako siostra Lucia (reż. Piotr Mikucki)
- 1992 – Gwałtu, co się dzieje! (reż. Olga Lipińska)
- 1996 – Biuro rzeczy znalezionych jako dama (reż. Urszula Urbaniak)
- 1997 – Przybysz z Narbony jako Donia Juana (reż. Laco Adamík)
- 1997 – Tryptyk (II jednoaktówka) jako Ona (reż. U. Urbaniak)
- 1997 – Nasze miasto jako umarła (reż. Maria Zmarz-Koczanowicz)
- 2004 – Sceny z powstania jako sąsiadka (reż. zbiorowa)

## Filmografia
- 1988: Alchemik jako Joanna Berg
- 1988: Gwiazda Piołun jako kobieta
- 1992: Wielka wsypa jako prostytutka Mariolka
- 1992: Sprawa kobiet jako policjantka
- 1993: Goodbye Rockefeller jako kasjerka w banku
- 1993: Pora na czarownice jako sekretarka burmistrza
- 1993: Rozmowa z człowiekiem z szafy jako młoda kucharka
- 1993: Tylko strach jako Basia, członek klubu „AA”
- 1994: Panna z mokrą głową
- 1995: Daleko od siebie jako Krystyna, żona Piotra
- 1996: Wezwanie jako więźniarka Anna
- 1997: Pułapka jako asystentka reżysera Tramwaju
- 1997: Sztos
- 1998: Billboard jako sekretarka
- 1999: Córy szczęścia jako kryminalistka w areszcie
- 1999: Skok jako nauczycielka
- 1999: Torowisko jako kobieta z wózkiem
- 1999: Tydzień z życia mężczyzny jako wychowawczyni w domu dziecka
- 2000: Egoiści jako pielęgniarka
- 2000: Enduro Bojz jako sekretarka komendanta
- 2000: Bellissima jako Baśka, koleżanka Elżbiety
- 2000: Avalon jako recepcjonistka
- 2001: Poranek kojota jako Esmeralda w horrorze oglądanym przez „Brylanta”
- 2001: Quo vadis jako chrześcijanka na arenie cyrku
- 2001: Tam, gdzie żyją Eskimosi jako płacząca kobieta
- 2002: Pianista jako szlochająca kobieta
- 2006: Hi way jako mama Marka w Zmianach, zmianach i Kokonie
- 2006: Job, czyli ostatnia szara komórka jako Woźniakowa
- 2006: Palimpsest jako pielęgniarka
- 2008: Wichry Kołymy jako Wala Timoszkina, żona naczelnika
- 2009: Hel jako lekarka Katarzyna
- 2009: Handlarz cudów jako Zośka
- 2010: Lincz jako urzędniczka gminna
- 2012: Historia Roja jako matka Marty
- 2013: Biegnij chłopcze, biegnij

### Seriale
- 1988: Alchemik Sendivius jako Joanna Berg
- 1992: Żegnaj Rockefeller jako kasjerka w banku (odc. 1)
- 1993–1994: Zespół adwokacki jako Katarzyna Rawik, klientka Korewicza
- 1994: Panna z mokrą głową (odc. 4 i 6)
- 1996: Ekstradycja II jako policjantka w przebraniu pielęgniarki chroniąca Halskiego (odc. 4)
- 1997: 13 posterunek jako siostra towarzysząca biskupowi (odc. 4)
- 1997: Dom jako robotnica w FSO (odc. 17)
- 1997: Klan jako sędzia Sądu Rejonowego
- 1998: Ekstradycja III jako policjantka pilnująca Halskiego w szpitalu (odc. 8)
- 1998: Matki, żony i kochanki jako sekretarka
- 1999: Pierwszy milion jako kasjerka na dworcu w Workucie
- 1999: Policjanci jako urzędniczka ZUS-u (odc. 2)
- 1999: Tygrysy Europy jako matka Zbyszka Kowalczyka
- 1999: Złotopolscy jako dziennikarka (odc. 195 i 196)
- 2000: Sukces jako celniczka Danuta Grębińska-Pączyńska
- 2000–2001: Adam i Ewa jako Krystyna Bednarczyk, sekretarka w Kancelarii Adwokackiej mecenasa Wernera
- 2000–2007: Na dobre i na złe jako ekspedientka w sklepie Elżbiety Walickiej (odc. 17 i 18); jako Kuźnikowa (odc. 88); jako Irena, pacjentka stosująca urynoterapię (odc. 294)
- 2002: Quo vadis jako chrześcijanka na arenie cyrku
- 2002–2008: Samo życie jako Milewska, pielęgniarka w szpitalu
- 2003: Kasia i Tomek jako opiekunka z agencji (głos, seria II, odc. 30)
- 2003–2008: Na Wspólnej – 2 role: jako Zofia Kundera, pracownica konsulatu; jako przedstawicielka Itaki
- 2004: M jak miłość jako wychowawczyni w Domu Dziecka w Józefowie (odc. 234)
- 2005–2006: Magda M. jako córka Biernackiej (odc. 6); jako kobieta w fundacji (odc. 39)
- 2006–2007: Plebania jako Emilia Kowalik, matka Martyny
- 2006: Będziesz moja jako Matylda
- 2007: Pogoda na piątek
- 2007: Mamuśki jako żona Władzia (odc. 3)
- 2008: 39 i pół jako nauczycielka Oli (odc. 7)
- 2008–2009: Teraz albo nigdy! jako Renia, asystentka Michała
- 2008: Hela w opałach jako Ada Brzezińska vel Rokicka (odc. 47)
- 2008–2009: BrzydUla jako ekspedientka w sklepie jubilerskim
- 2008: Barwy szczęścia jako Monika Drzewiecka, kurator sądu rodzinnego (odc. 167)
- 2009: Siostry jako sklepowa (odc. 4)
- 2009–2011: Ojciec Mateusz jako położna (odc. 12); jako matka (odc. 90)
- 2009: Przeznaczenie jako Alicja Krajewska (odc. 10)
- 2011: Prosto w serce jako wychowawczyni
- 2010: Czas honoru jako Aniela, żona kolejarza Leona (odc. 31)
- 2013: Przyjaciółki jako pacjentka (odc. 14)
- 2013: Prawo Agaty jako matka Agnieszki Chęcińskiej (odc. 29)
- 2013: Komisarz Alex jako Krystyna Werner, matka Bartka (odc. 49)

## Dubbing
- 1996: Dzwonnik z Notre Dame
- 1998: Pocahontas 2: Podróż do Nowego Świata
- 1998: Batman i Superman
- 2002: Kopciuszek II: Spełnione marzenia - Gryzelda Tremaine[1]
- 2007: Kopciuszek III: Co by było, gdyby... - Gryzelda Tremaine[1]

### Etiudy
- 1984 – Krakatau, film PWSTFiTV (reż. Mariusz Grzegorzek)
- 1987 – Po nocy, film PWSTFiTV (reż. Gerhard Thiell)
- 1989 – Persona, film PWSTFiTV (reż. U. Urbaniak)
- 1990 – Maria, film PWSTFiTV (reż. Łukasz Karwowski)
- 1991 – Krąg kontaktu, film PWSTFiTV (reż. Jori Polkki)
- 1991 – Epizod, film PWSTFiTV (reż. U. Urbaniak)
- 2000 – Męska sprawa jako matka Bartka, film PWSTFiTV (reż. Sławomir Fabicki), film nominowany do Oskara
- 2002 – Opowiadanie jako Anna, matka Maurycego i Kacpra, film Szkoły Filmowej w Katowicach (reż. Marcin Pieczonka)